# ماريان
ماريان هي الشعار الوطني للجمهورية الفرنسية، وهي تجسيد للحرية والعقل، وتصوير لآلهة الحرية.

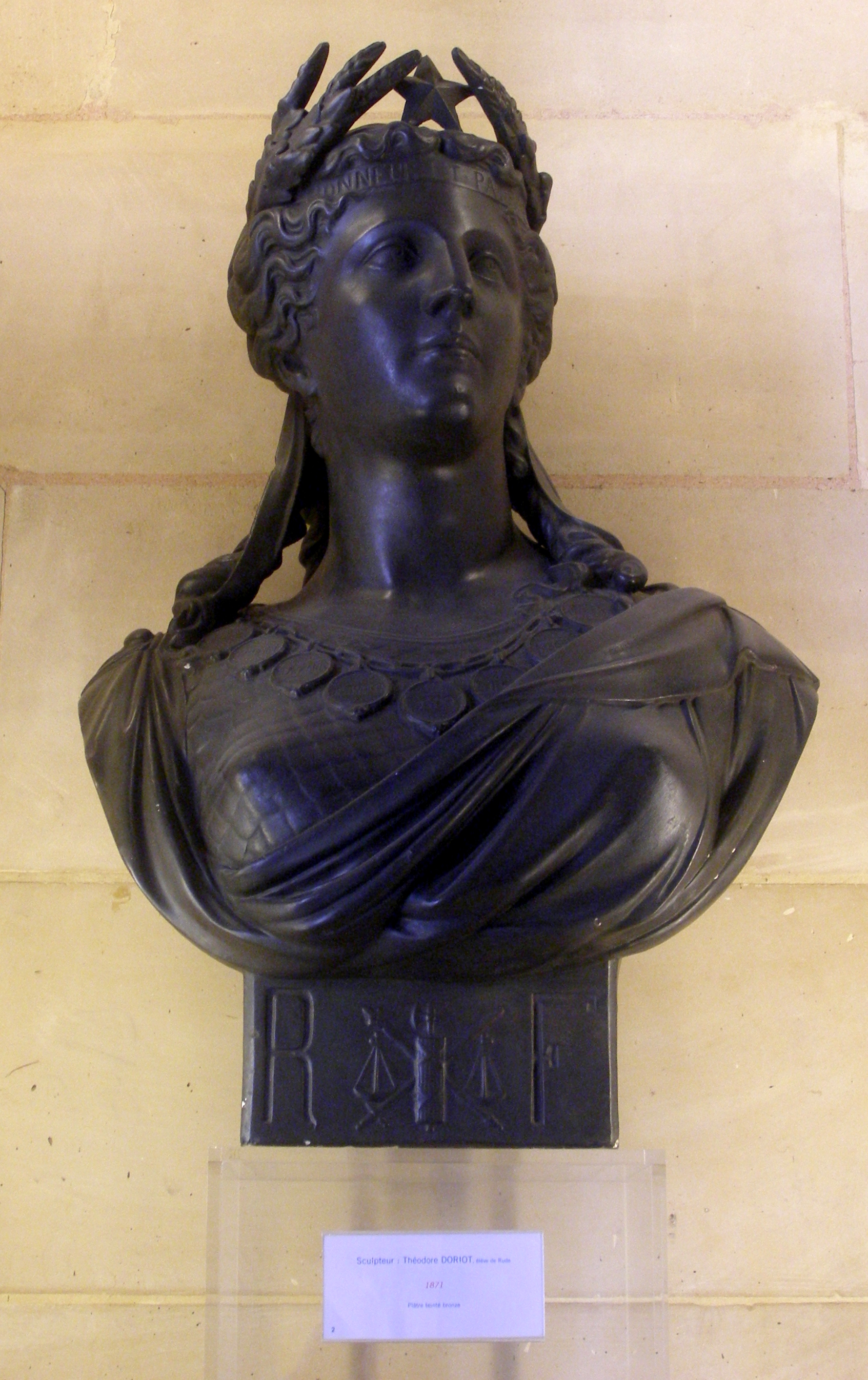
تمثال ماريان النصفي في مبنى مجلس الشيوخ الفرنسي

تعرض ماريان في العديد من الأماكن في فرنسا، وتحتل مكان الشرف في البلديات والمحاكم. وهي ترمز إلى «انتصار الجمهورية»، ولها تمثال برونزي يطل على ساحة Place de la Nation في باريس. ويظهر وجهها على شعار الحكومة الرسمي للدولة، ونقش على العملة المعدنية لليورو الصادرة في فرنسا، ويظهر على الطوابع البريدية الفرنسية. وقد كانت قد سكت على العملة السابقة «الفرنك».
رمز ماريان من أبرز رموز الجمهورية الفرنسية، ويستخدم رسميا على معظم الوثائق الحكومية.
ماريان رمز جمهوري كبير، ورمز للحرية والديمقراطية ضد كل أشكال الديكتاتورية. ويوجد العديد من الرموز الوطنية الأخرى في فرنسا، تشمل علم من ثلاثة ألوان وشعار الحرية والإخاء والمساواة.

## التاريخ
في العصور القديمة كان من الشائع تمثيل الأفكار والكيانات المجردة كآلهة وهي نوع من التجسيد الاستعاري. وأصبح هذا الفعل أقل شيوعًا خلال العصور الوسطى، هذه الممارسة عادت إلى الظهور خلال عصر النهضة. خلال الثورة الفرنسية عام 1789، ظهرت العديد من التجسيدات الاستعارية «للحرية» و«العقل».وقد دمج هذين الرمزين أخيرًا في واحد: شخصية أنثوية، ظهرت إما جالسة أو واقفة، ويرافقها مختلف الرموز، بما في ذلك الشارة المكونة من الألوان الثلاثة وقبعة فريجية. هذه المرأة ترمز عادة إلي الحرية والعقل والأمة والوطن والفضائل المدنية للجمهورية. قارن تمثال الحرية، التي أنشئ من قبل الفنان الفرنسي، مع نسخة في كل من باريس وسانت إتيان. في سبتمبر 1792، قرر المؤتمر الوطني بمرسوم أن أي ختم جديد للدولة سيمثل امرأة تقف قابضة علي الرمح مع قبعة فريجية.
المؤرخ موريس أجولهون، الذي وضع العديد من الأعمال المعروفة لتحقيق مفصل لاكتشاف أصول ماريان، يقترح أن التقاليد والعقلية الفرنسية أدت إلى استخدام امرأة لتمثيل الجمهورية. وكان الرمز الأنثوي أيضا بطريقة ما رمزًا للقطيعة مع الملكية القديمة برئاسة الملوك، وتعزيز أيديولوجية الجمهورية الحديثة. حتى قبل الثورة الفرنسية، وقد جسدت مملكة فرنسا في الشخصيات الذكورية، كما هو مبين في سقوف معينة من قصر فيرساي. وإضافة إلى ذلك، فإن كلمتي فرنسا وجمهورية باللغة الفرنسية هي أسماء مؤنثة، والأسماء الفرنسية للحرية والعقل مؤنثة أيضاً.
كان استخدام هذا الشعار غير رسمي في البداية وشديد التنوع. والرمز الأنثوي للحرية والجمهورية ظهر لدي أوجين ديلاكروا في لوحة الحرية تقود الشعب، ورسمت في يوليو 1830 تكريما لثلاثة أيام مجيدة (أو ثورة يوليو 1830).